# シャバダバ
シャバダバは、森内俊樹と藤井浩貴による日本の元お笑いコンビ。所属事務所はエキサイティング・トリガー。
2011年3月9日をもって森内俊樹の引退のため解散。藤井浩貴はシャバダバふじとしてピン芸人となった。

## メンバー
- 森内俊樹（もりうち としき、1978年8月2日 - ）
  - お兄ちゃん
  - 身長160cm、体重90kg
  - 福岡県北九州市出身。
  - 血液型B型
  - ボケ&デブ&一発ギャグ担当
  - 2011年3月9日をもって芸人を引退し、福岡に帰郷することを発表。

- 藤井浩貴（ふじい ひろき、1984年3月12日 - ）
  - ふじ
  - 身長168cm、体重62kg
  - 広島県出身
  - 血液型B型
  - ツッコミ担当。
  - 解散後はピン芸人「シャバダバふじ」として活動。

## 略歴・概説
二人共にNSC東京校8期生出身。シャバダバ結成前は、森内は実弟との兄弟コンビ『amtm』で活動していた（2003年12月解散）。
2004年にシャバダバ結成、当初は吉本興業（東京吉本）に所属。2007年9月にエキサイティング・トリガーへ移籍。
太っている森内が腹を手で持ち上げて揺らしながら登場するといった、つかみの振りがある。
2011年2月20日　森内の帰郷引退により解散を発表。

## 出演

### テレビ番組
レギュラー
- ヴィーナスフェスタDX（スカパー!371ch.エンタ!371）ふじのみが残り、麻美ゆまと司会。

過去の出演番組
- あらびき団（TBSテレビ） - 2008年7月2日、当時同じ事務所に所属していた、ブルームフラワー、笑顔、おねがいとのお笑いコンビ4組8人での『エキトリ合唱団』として出演。
- エンタの神様（日本テレビ） - 2009年3月7日初出演、キャッチコピーは「逸脱のスキャット」
- ヴィーナスフェスタ（スカパー!371ch.エンタ!371） - 2011年4月、森内の引退に伴いDXに。ふじのみ続行。

## 作品

### DVD
- シャバダバのロケハバラ（2009年、日本メディアサプライ）